# Апостол, Павел Ефремович
Па́вел Ефре́мович Апо́стол (в разных источниках встречаются формы — Па́вел Охрименко и Па́вел Ефре́мов; 1628 — 1678) — наказной гетман Войска Запорожского, Гадячский и Миргородский полковник. Участник восстания Барабаша и Пушкаря. Противник гетмана Ивана Выговского.

## Биография
Павел Ефремович Апостол — уроженец Молдавии. Сын некоего грека-фанариота Ефрема и его жены, происходившей из молдавского боярского рода Катаржи, также византийского происхождения. В 1648 году переселился на Украину, бывшую тогда в составе Речи Посполитой. Вскоре Апостол был пожалован шляхетством и гербом «Юньчик». К началу восстания Хмельницкого Павел Ефремович служил казачьим сотником у князя Иеремии Вишневецкого и оставался верен присяге до смерти князя (1651 год), а затем перешёл на сторону Богдана Хмельницкого. В 1653 г. Апостол женился на казачке Марии Лесницкой, дочери миргородского полковника Григория Лесницкого.
Павел Апостол был одним из подписантов Переяславского договора.
В 1658 году Апостол был хомутецким сотником Миргородского полка и участвовал в восстании Барабаша и Пушкаря против гетмана Ивана Выговского. Он стал посланником Миргородского полковника Степана Довгаля к царю Алексею Михайловичу и ездил в Москву. В 1659 году стал гадячским полковником, в июне того же года - наказным гетманом вместо погибшего Ивана Силки.
После поражения русско-казацкой армии князя Трубецкого и гетмана Беспалого в Конотопской битве Апостол организовал оборону Гадяча и не допустил занятия города войсками Выговского и крымского хана. Выговский и «хан крымский со всеми силами стояли (под городом) три недели, и приступали жестокими приступами», но не смогли взять город. С 2 тысячами казаков и 9 сотнями «городовых людей» полковник Апостол выдержал все атаки.
С падением Выговского Павел Ефремович получил под своё командование Миргородский полк в 1659 году. В 1660 году стал одновременно Гадячским и Миргородским полковником. В Чудновской кампании командовал Миргородским полком и находился в отряде наказного гетмана Тимофея Цецюры, который состоял под началом Василия Шереметева. Сражался в Любарской и Чудновской битвах. Под Чудновом Павел Ефремович попал в польский плен. Король Ян Казимир отпустил Апостола, но полководец Стефан Чарнецкий арестовал его и заключил в Дубенский замок, откуда Павел Ефремович бежал.
Позже в 1671-1673 и 1676-1678 годах был миргородским полковником.
В 1670 году Павел Ефремович основал Сорочинский Свято-Михайловский монастырь у села Портянки на территории Миргородского полка.

## Семья
Имел двух сыновей: Даниила Павловича и Василия Павловича (ум. в 1702).